# William Lake Price

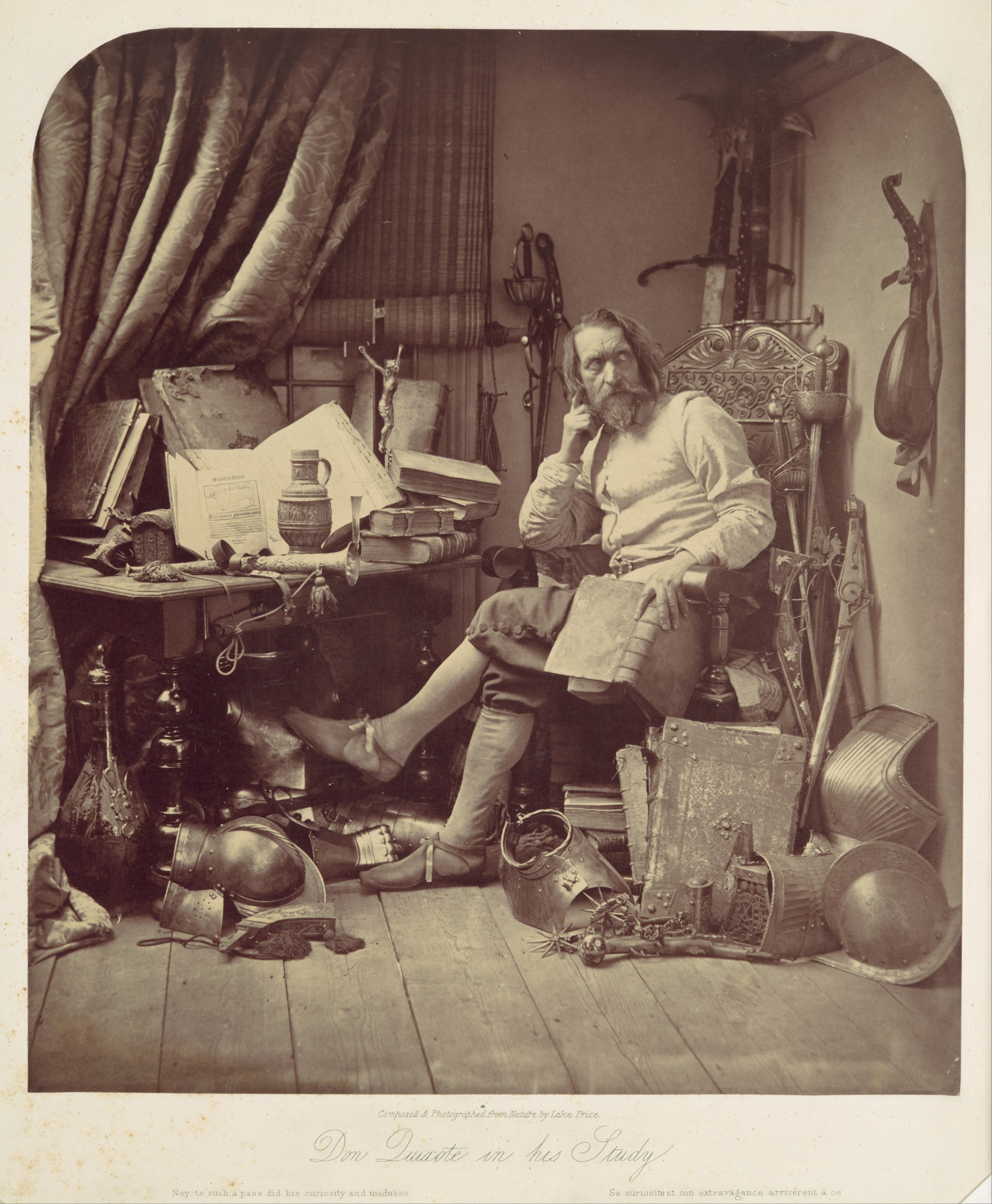
Don Quijote en su estudio, 1857, fotografía en negativo de vidrio, impresa en papel albúmina plateada. Metropolitan Museum of Art.

William Lake Price (Londres, 1810-Lee, Kent, 1896) fue un acuarelista y fotógrafo británico de la época victoriana.
Formado como dibujante de arquitecturas y vistas topográficas en el estudio de Augustus Charles Pugin, fue miembro de la Old Watercolour Society y concurrió a sus exposiciones entre 1837 y 1857. En 1843 viajó a Venecia. En torno a 1850 comenzó a interesarse por la fotografía, tanto en el aspecto de la técnica, sobre lo que escribió un Manuel of Photographical Manipulation (1858), como por sus posibilidades estéticas, aún poco exploradas, tratando de acercar la fotografía por medio de sus elaboradas composiciones y sus asuntos literarios al nivel del arte elevado.
Fruto de un viaje por España publicó Tauromachia, or, the Bull-Fights of Spain: illustrated by twenty-six plates representing the most remarkable incidents and scenes in the arenas of Madrid, Seville, and Cadiz, Londres, J. Hogarth, 1852, álbum formado por 25 láminas litográficas de asunto taurino más la portada coloreadas al modo de acuarelas, con textos de Richard Ford, que en el prefacio decía de su amigo Lake Price que había tenido la fortuna de asistir a numerosas corridas de toros, hasta familiarizarse completamente con ellas, lo que, añadía, se reflejaba en sus láminas, fiel testimonio de lo acontecido en los ruedos desde el principio hasta el final del conmovedor combate. Su interés por los temas de España vuelve a manifestarse en 1856, cuando fue autorizado a fotografiar veinte obras de Velázquez en el Museo del Prado, para abrir grabados a partir de ellas, o en el Don Quixote en su estudio, una cuidada composición fotográfica presentada en 1857 en la Manchester Art Treasures Exhibition.
Miembro de la London Photographic Society entre 1855 y 1860, son también notables sus retratos fotográficos de artistas británicos contemporáneos, entre ellos los de John Phillip, Edward Matthew Ward o William Powell Frith.